# Metal Masters
Metal Masters es un juego de lucha lanzado en 1993 para la Nintendo Game Boy de lanzamiento en América, Atari ST y Amiga fue lanzamiento Solo-Europa y Cancelador en América. El juego no fue un éxito comercial.

## Jugabilidad
El jugador controla un robot, el robot/Mecha de partida es un modelo muy básico, a la que el jugador puede añadir "mejoras" con los créditos obtenidos durante el juego. Hay cuatro áreas que cada robot se califica en, cuerpo, brazo izquierdo, brazo derecho y las piernas. Hay varias combinaciones diferentes de varias partes que se pueden agregar al robot del jugador para el estado óptimo de lucha. Durante una pelea, cada área mencionada anteriormente está representada por su propio medidor de salud. El objetivo del jugador es agotar los medidores de salud de cada área.

## Historia
La historia comienza con un villano llamado el barón, el barón está buscando las piezas necesarias para construir el robot en última instancia. La tarea del jugador es destruir a los robots, destruyendo así las piezas necesarias por el barón.

## Gran Sucesor
En 2015 Nintendo 3DS por Publicador-Nintendo de Metal Master
- Datos: Q6822673